# Сол Ґудман
Джеймс Мо́рґан «Джи́ммі» Мак-Ґі́лл (англ. James Morgan "Jimmy" McGill), відомий під псевдонімом Сол Ґу́дман (англ. Saul Goodman), — персонаж у телевізійній франшизі «Пуститися берега», створений Вінсом Ґілліґаном та Пітером Ґулдом, роль якого втілив Боб Оденкерк. Сол Ґудман є значущим персонажем у серіалі «Пуститися берега» (2008–2013) і головним героєм серіалу «Краще подзвоніть Солу» (2015–2022).
Сол — самолюбний і шахраюватий адвокат з Альбукерке, який виконує роль консильєрі для кухарів метамфетаміну Волтера Вайта (Браян Кренстон) і Джессі Пінкмана (Аарон Пол). Приквел «Краще подзвоніть Солу», сюжет якого відбувається за шість років до подій «Пуститися берега», зображує становлення Сола як серйозного адвоката та його подальше моральне падіння. Ім'я «Сол Ґудман» є грою слів: англійською мовою воно співзвучне із фразою «It's all good, man», що означає «Все до пуття (все гаразд), чоловіче».
Сол вперше з'явився у восьмому епізоді другого сезону «Пуститися берега», який має назву «Краще подзвоніть Солу» (2009). Він був створений, щоб надати Волтові та Джессі такого собі путівника у їхньому злочинному шляху, а також виконувати функцію гумористичного персонажа. Хоч спочатку планувалося, що Сол Ґудман з'явиться всього в чотирьох епізодах, продюсери Ґілліґан і Ґулд були настільки вражені акторською майстерністю Оденкерка, що значно розширили роль персонажа в історії.
Персонаж Сола Ґудмана отримав визнання критиків і набув неабиякої популярності; низка ЗМі називають його одним з найкращих телевізійних персонажів усіх часів. Боб Оденкерк п'ять разів номінувався на премію «Еммі» за найкращу чоловічу роль у драматичному серіалі.